# Židovský hřbitov v Lukavci
Židovský hřbitov, založený nejpozději před rokem 1724, leží mezi Čechtickou ulicí a rybníkem Lázeň v severní části městyse Lukavec. Je chráněn jako kulturní památka České republiky.
Areál obsahuje asi stovku náhrobků s nejstarším z roku 1725. U jihovýchodní zdi stojí opravená prostá márnice. V obci je bývalá židovská ulice, empírová synagoga byla zbořena roku 1952.

## Fotogalerie

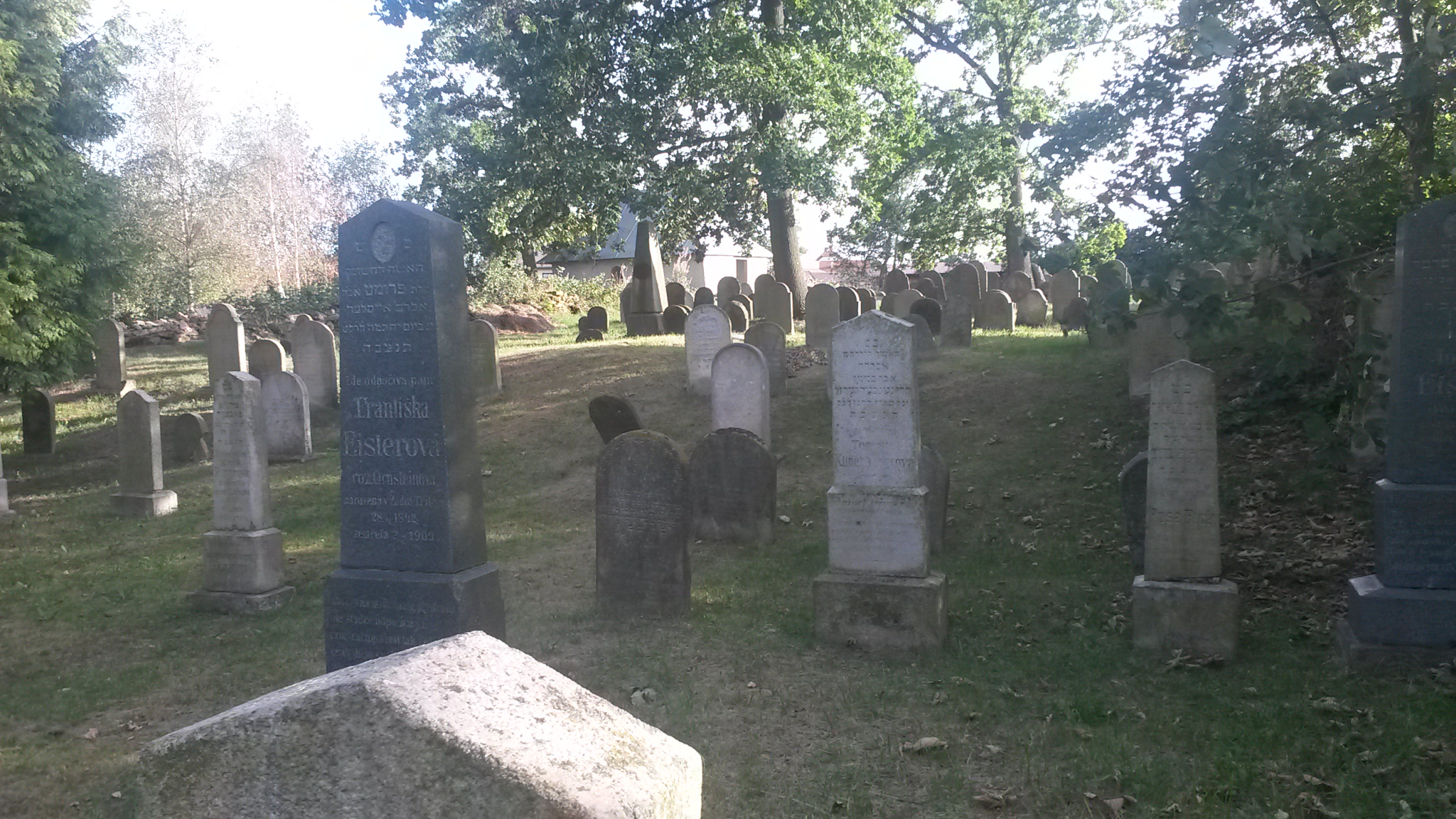
Pohled zespodu hřbitova
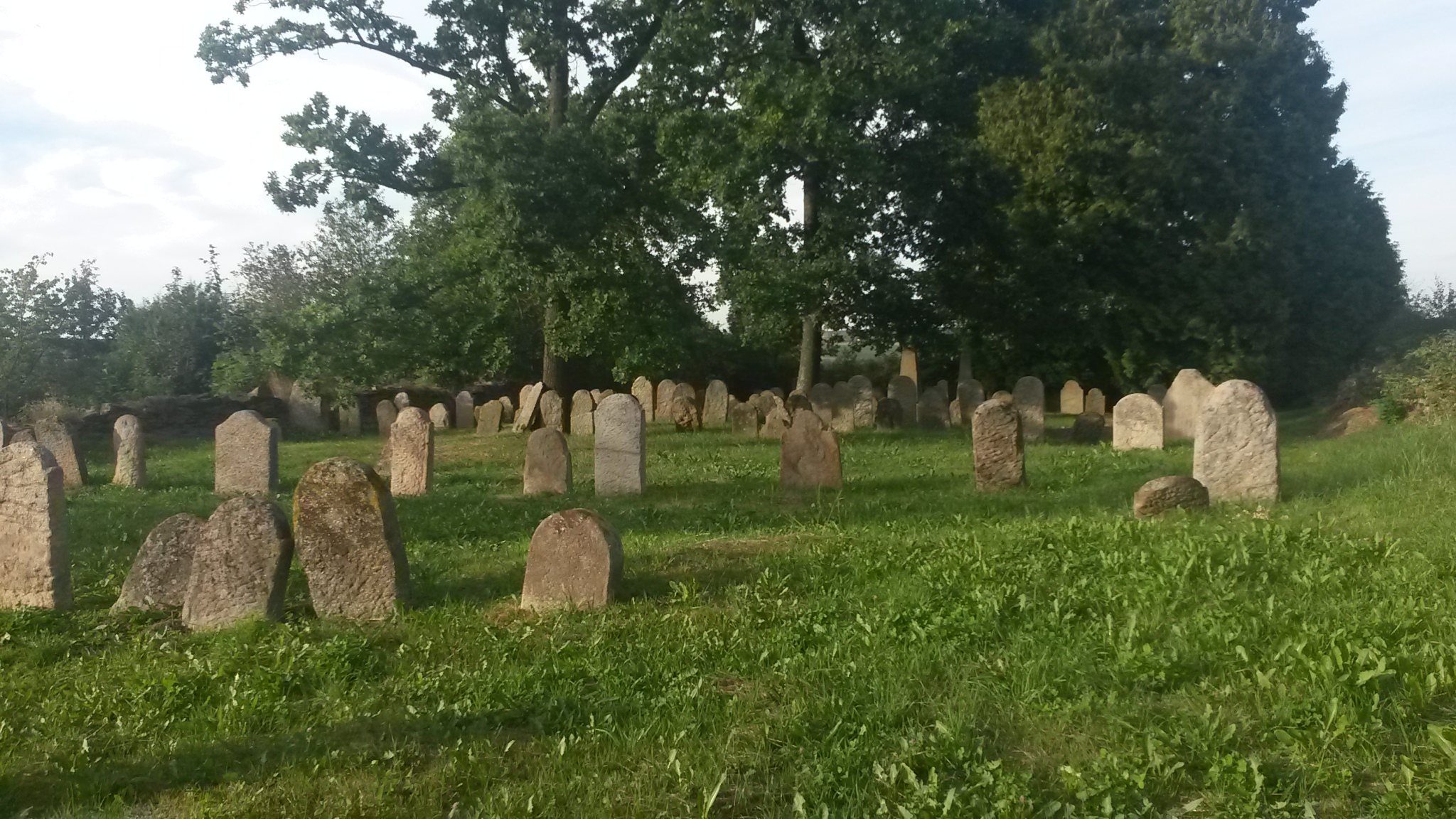
Pohled seshora hřbitova
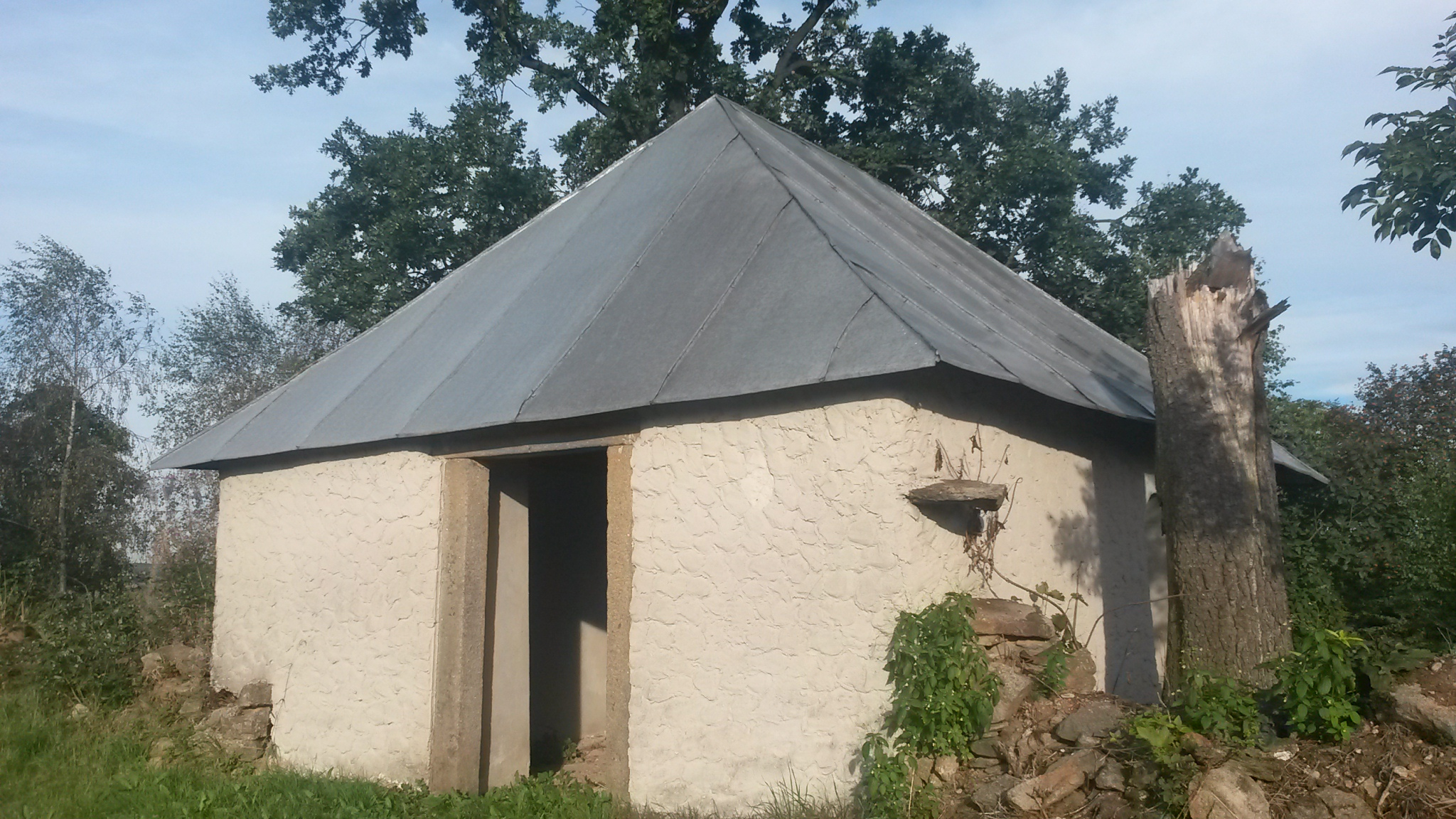
Márnice
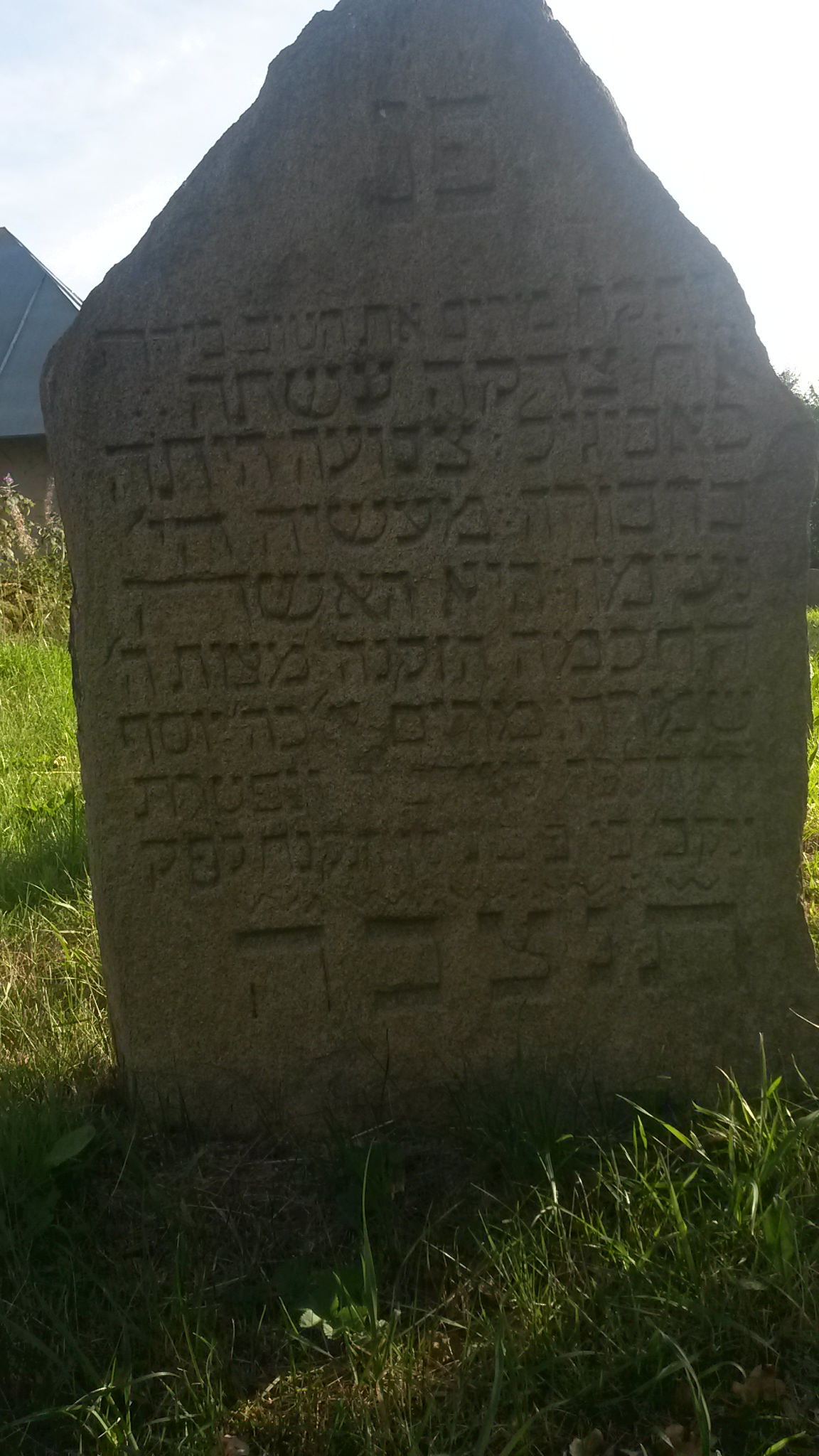
Starší náhrobek
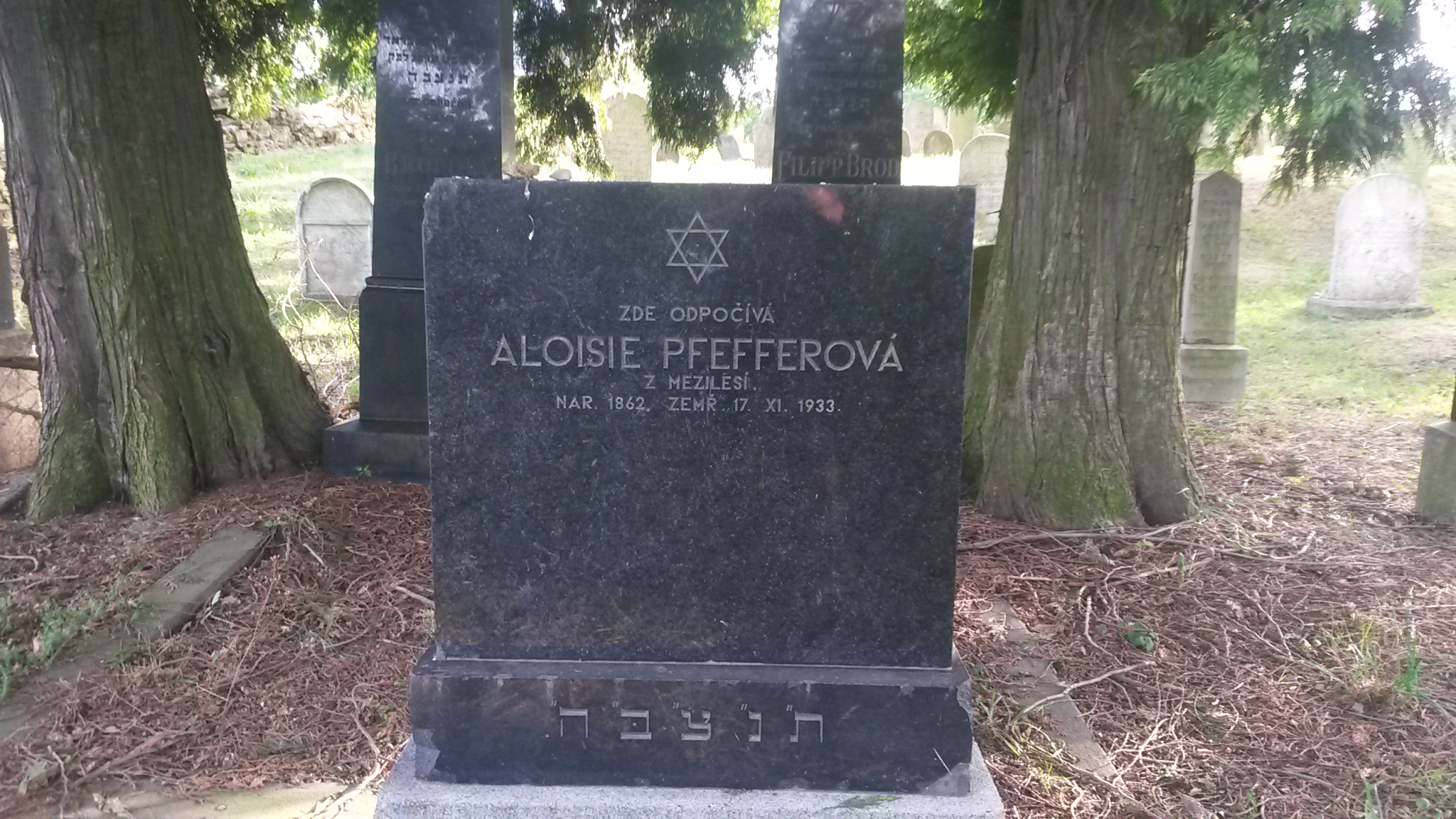
Novější náhrobek